# Battaglia di Dujaila
La battaglia di Dujaila (in turco: Sâbis Muharebesi) è stato un episodio della Campagna di Mesopotamia della prima guerra mondiale durante la quale le forze ottomane guidate del comandante tedesco Colmar von der Goltz si scontrarono durante l'assedio di Kut con un corpo di spedizione anglo-indiano sotto il comando del tenente-generale Fenton Aylmer sconfiggendole duramente.

## Contesto
Nel 1915 le forze anglo-indiane erano riuscite ad avanzare lungo il Tigri e l'Eufrate. Il loro obiettivo iniziale era la protezione dei pozzi petroliferi in Persia e la conquista di Bassora. Dopo aver ottenuto importanti vittorie a Qurna ed Es Sinn, la missione britannica divenne più ambiziosa. Nonostante l'opposizione dell'allora Segretario di Stato per l'India Austen Chamberlain, il primo ministro britannico Herbert Henry Asquith decise di conquistare Baghdad.
Il general-maggiore Charles Townshend, che disponeva dell'unica divisione disponibile per operazioni d'attacco, ricevette ordine di avanzare verso Baghdad. Dopo aver ottenuto un buon successo tattico nella battaglia di Ctesifonte Townshend si dovette ritirare verso al-Kut.
Qui venne raggiunto dalla 6. Armata ottomana che, non riuscendo a rompere le linee britanniche, assediò la città. L'abilità degli ottomani nella guerra di trincea (che erano già state dimostrate nella battaglia di Gallipoli) teneva sotto scacco le forze di Townshend. Il feldmaresciallo von der Goltz ed il comandante turco Halil Kut avevano fatto erigiere una serie di mura difensive.
L'alto comando britannico ordinò dunque al tenente-generale Fenton Aylmer di andare in soccorso di Townshend e dei suoi uomini.

## La battaglia
Aymler divise le sue forze in tre colonne e nella notte del 7 marzo 1916 attraversò il fiume per marciare verso Dujaila, da cui poi avrebbe raggiunto Kut. 
Nell'oscurità però la colonna A e B persero contatto e l'artiglieria ebbe difficoltà a raggiungere le posizioni assegnate
Al mattino dell'8 marzo le forze britanniche entrarono a Dujaila prendendo di sorpresa i pochi soldati ottomani di guardia ma alcune esitazioni del comando britannico dell'operazione permise a von der Goltz di inviare rinforzi nella città.
Il contrattacco ottomano fu durissimo e inflisse forti perdite ai britannici che furono costretti a ritirarsi.

## Conseguenze
Il fallimento nella battaglia di Dujalia costò ad Aymler il comando delle Tigri Corps e impedì ai britannici di soccorrere gli uomini di Townshend a Kut che dopo qualche settimana capitolarono.